# Scherma alla X Universiade
Il torneo di scherma della X Universiade si è svolto a Città del Messico in Messico nel 1979.

## Podi

### Uomini
| Evento                          | Oro               | Argento                                                                     | Bronzo         |
| Fioretto individuale (dettagli) | Alexandr Romankov | Vladimir Viktorovich Smirnov                                                | Klaus Haertter |
| Sciabola individuale (dettagli) | Imre Gedővári     | Michail Burcev                                                              | Marin Mustata  |
| Spada individuale (dettagli)    | Ernő Kolczonay    | Leonid Dunayev                                                              | Hanns Jana     |
| Fioretto a squadre (dettagli)   | Unione Sovietica  | Italia Paolo Azzi Stefano Bellone Andrea Borella Carlo Montano Angelo Scuri | Germania Est   |
| Sciabola a squadre (dettagli)   | Unione Sovietica  | Ungheria                                                                    | Polonia        |
| Spada a squadre (dettagli)      | Ungheria          | Unione Sovietica                                                            | Romania        |

### Donne
| Evento                          | Oro              | Argento          | Bronzo         |
| Fioretto individuale (dettagli) | Pascale Trinquet | Cornelia Hanisch | Mandy Niklaus  |
| Fioretto a squadre (dettagli)   | Germania Est     | Unione Sovietica | Germania Ovest |